# 超能力捜査官
超能力捜査官（ちょうのうりょくそうさかん）とは、超能力を使って犯罪などの捜査に協力する人間がいる、というようなことをあたかも本当かのように思わせるために用いられる、その人間の呼称を指す。
肩書きとして「FBI超能力捜査官」とも銘打たれるが、アメリカの警察やFBIにそのような役職はない上、FBIの職員は法律によりアメリカ合衆国外での活動が禁止されている。日本のバラエティ番組で登場する肩書きは真実性を無視した過度な演出といえる。
日本では、オウム真理教事件の影響でテレビではオカルト番組を控える傾向があったが、それが少し緩んだ2002年（平成14年）ごろから、かつてのオカルト番組とは少しトーンを変えた番組として、超能力捜査官を扱う番組が始まった。

## 実態と調査
超能力捜査の実態としてジェーン・A・スウェットとアラバマ州立アセンズ大学のマーク・W・デュラム教授が行った調査によると、警察からの要請ではなく超能力者側からの申し出であり、警察から依頼したケースも行方不明者の家族から「超能力者を使ってくれ」と頼まれたときなどに限られる。超能力者側から提供された透視情報なども、役に立つどころか、本来なら事件解決のために割くべき貴重な労力と時間を無駄に割り振らなければならないことが明らかになった。また、超能力者の協力を得ても依頼者をぬか喜びさせるだけで、メディアでいわれるほどアメリカでは超能力を用いた捜査は普及しておらず、その参考性も極めて低いことも明らかになった。

## 超能力捜査官と称される人物
- ジョゼフ・マクモニーグル
  - 日本テレビ系で不定期に放送されていた『FBI超能力捜査官』へ出演。著書に『FBI 超能力捜査官ジョー・マクモニーグル』。
- シャロン・ジョンズ（Sharon Johns）
  - 『トリビアの泉 〜素晴らしきムダ知識〜』の「トリビアの種」のコーナーへ出演。事件捜査ではなくFBI超能力捜査官はデパートの福袋を透視して広告と同じ物を買えるか？競馬のレース予想をして当たり馬券は買えるか？を検証した。